# 法住寺合戰
法住寺合戰（法住寺合戦），是壽永2年11月19日（1184年1月3日），木曾義仲襲撃院御所・法住寺殿，幽閉後白河法皇和後鳥羽天皇，掌握政權的軍事政變。平安時代末期治承・壽永之亂的戰役之一。